# L’Hôtellerie-de-Flée
L’Hôtellerie-de-Flée korábbi község Franciaország Loire mente régiójában, Maine-et-Loire megyében. 2016. december 15-én tizennégy másik korábbi községgel egyesült és Segré-en-Anjou Bleu új község része lett.
Lakosainak száma 520 fő (2018. január 1.). L’Hôtellerie-de-Flée Châtelais, La Ferrière-de-Flée, Nyoiseau, Segré és Saint-Quentin-les-Anges községekkel határos.

## Népesség
A település népességének változása:
| Lakosok száma | 385  | 353  | 335  | 354  | 375  | 495  | 512  | 513  | 518  | 520  |
|               | 1968 | 1975 | 1982 | 1990 | 1999 | 2011 | 2013 | 2015 | 2017 | 2018 |